# Геморагічна гарячка з нирковим синдромом
Геморагічна гарячка з нирковим синдромом (основні синоніми: геморагічний нефрозонефрит, далекосхідна геморагічна гарячка, корейська геморагічна гарячка, епідемічна нефропатія) — гостра вірусна природно-осередкова хвороба, що характеризується гарячкою, загальною інтоксикацією, своєрідним ураженням нирок, розвитком гострої ниркової недостатності та тромбогеморагічного синдрому.

## Актуальність
Хвороба нині реєструється на Далекому Сході (Японія, Корейський півострів, Китай, далекосхідна Росія), Північній Азії (Уральські та Сибірські регіони Росії), Східній та Північній Європі (Росія до Уралу, Білорусь, Україна, країни Балтії, Фінляндія, Швеція, Норвегія, Данія, Бельгія, Франція), Балканському регіоні, США. У Китаї щорічно з 2015 року реєструють до 250 тисяч випадків цієї хвороби. Серед усіх країн Китай є найпостраждалішим від цієї хвороби, на нього припадає понад 90 % від загальної кількості випадків в усьому світі. Упродовж 1950—2014 років у Китаї було зареєстровано 1625002 випадків та 46 968 смертей, із летальністю 2,89 %. Тяжкість перебігу хвороби в Європі та Азії змінюється в широких межах (від легких до тяжких форм), що пов'язано з неоднорідністю популяції вірусів та їхніми різними патогенними властивостями. Летальність досягає 15 %, переважно при ураженнях, які спричинює хантавірус Hantaan. У північній Європі, в основному в Швеції та Фінляндії, рівень летальності становить 0,1–1 %. В Україні подібні захворювання трапляються практично по всій природній території, але найбільша кількість припадає на північно- та південно-східні райони. Реєструються як спорадичні випадки з переважно доброякісним перебігом, але, ймовірно, реальна захворюваність значно вище і не враховується офіційною статистикою в зв'язку з тим, що лабораторії недостатньо забезпечені діагностичними тест-системами, через що верифікація діагнозу в ряді випадків неможлива.

## Історичні відомості
У 1913—1941 роках геморагічна гарячка з змінами нирок у вигляді поодиноких випадків та невеликих спалахів була описана російськими лікарями. У 1941 році О. В. Чурілов вперше виділив це захворювання в самостійну нозологічну форму під назвою «геморагічний нефрозонефрит». Випадки цієї хвороби спостерігалися під час 2-ї світової війни на Карельському фронті. Але хвороба привернула увагу світової медичної спільноти під час Корейської війни 1950—1953 років, коли велика кількість американських та корейських солдат перехворіла на геморагічну гарячку з нирковим синдромом з 10 % летальності. Але лише в 1976 році корейському науковцю Х.-В. Лі разом з американським вірусологом Карлом Джонсоном вдалося виділити з легенів гризуна вірус Hantaan (за назвою річки Хантаан, що протікає по території Корейського півострова) та довести, що саме цей вірус є відповідальним за виникнення геморагічної гарячки зі специфічним ураженням нирок.

## Етіологія
Наразі збудники хвороби відносяться до родини Bunyaviridae і виділені в окремий рід, який включає 23 види вірусів. Для людини патогенними по цій хворобі вважають азійські (корейська геморагічна гарячка) Hantaan, Amur та Seoul і європейські віруси (епідемічна нефропатія) Puumala, Dobrava-Belgrade та Saaremaa. Віруси цього роду — сферичні, РНК-вмісні. Глікопротеїни G-1 і G-2, що входять до складу оболонки, сприяють проникненню вірусу в клітину, стимулюють розвиток в організмі реакцій нейтралізації і гемаглютинації вірусів. Окрім РНК-залежної РНК-полімерази вірусами кодується ще нуклеокапсидний білок, що безпосередньо контактує з вірусним геномом. Цей білок є єдиним антигеном, що безпосередньо використовується у практичній серологічній діагностиці хантавірусних захворювань. Геном HTNV-РНК складається з трьох сегментів, позначених S: малий: 1700—2100 нуклеотидів, M середній: 3600–3700, та L великий: ~ 6500. S-сегмент кодує нуклеокапсидний білок; М-сегмент кодує оболонкові глікопротеїни (G1 і G2); L-сегмент кодує РНК-залежний полімеразний білок. Є дуже стабільним і може залишатися патогенним протягом 2 тижнів при кімнатній температурі і, ймовірно, протягом більше часу при більш низькій температурі. Інактивуються при температурі 50°С протягом 30 хвилин, вони більш стабільні при низьких температурах (до 12 годин при температурі 0-4°С), тривало зберігаються при -60°С в інфікованих клітинах.
Вірус Хантаан віднесено до тих біологічних агентів, які офіційно визнано чинниками біологічної зброї.

## Епідеміологічні особливості